# Radionúclid

Dibuix representant un radionúclid emetent radioactivitat alfa

Un núclid radioactiu o radionúclid és un núclid inestable, i que per tant degenera emetent radiacions ionitzants. Malgrat que alguns físics de vegades empren vulgarment el mot radioisòtop per a designar això, cal notar que al llenguatge estricte o formal de la física i tecnologia nuclear és erroni, ja que un núclid i un isòtop no són el mateix. Quan un radionúclid emet radioactivitat assoleix un estat més estable, que requereix menys energia que abans, i en general es transforma en un altre núclid diferent (o bé en el mateix, però menys excitat, si ha emès radioactivitat gamma), que pot o no ser també radioactiu. Aquest procés radioactiu ocorre en principi de manera espontània, però l'ésser humà ha après a provocar-ho de manera artificial. En qualsevol dels dos casos la radioactivitat resultant té exactament les mateixes característiques.

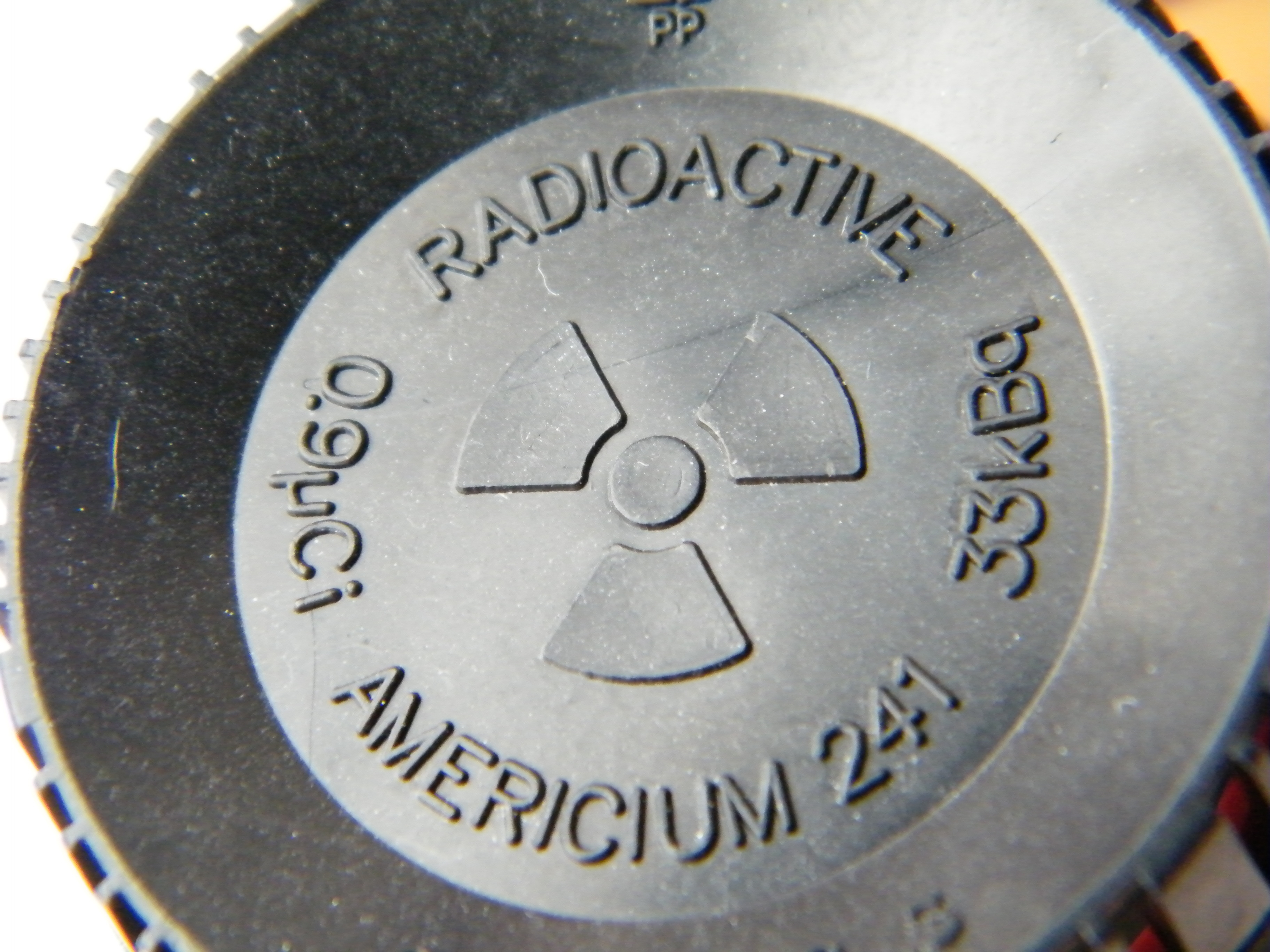
Un contenidor de radionúclids d'americi 241

Els radionúclids es caracteritzen per tenir una vida mitjana finita, que pot anar des de petites fraccions de segon a milers d'anys. De fet, alguns d'ells tenen un període de semidesintegració tan llarg que encara no s'ha pogut quantificar experimentalment i fins i tot n'hi ha que s'havien considerat, i per a certes aplicacions pràctiques encara se sol fer, estables. Dels núclids coneguts actualment n'hi ha noranta teòricament estables i dos-cents cinquanta-cinc als quals no se'ls ha observat desintegrar-se. D'altra banda, hi ha gairebé el doble, uns sis-cents cinquanta, als quals si se'ls ha observat radioactivitat i que tenen una vida mitjana d'almenys una hora. A la Terra es coneixen uns tres mil radionúclids de vida mitjana superior a una hora, la major part dels quals (prop d'un 90%) són antropogènics (produïts pels humans), uns dos mil quatre-cents de vida mitjana inferior a una hora i encara d'altres tan inestables que la seva vida mitjana és curtíssima.
Els radionúclids s'apliquen a la tecnologia nuclear per a obtenir energia elèctrica, a la indústria (controls de qualitat, etc.), a la medicina (radioteràpia, etc.) i per a armament nuclear (bàsicament a la propulsió de vehicles i a eines per a matar). La seva utilització implica greus riscos ambientals (contaminació radioactiva) i de salut (radiotoxicitat, enverinament per radiacions, etc.), per això cal fer-ho amb extrema cura. Cal recordar que els radionúclids d'origen natural, com l'urani o el plutoni, existeixen en quantitats finites a la Terra, per això cal usar-los d'una manera sostenible. D'altra banda, el seu ús genera residus radioactius, que poden ser molt perillosos i pels quals l'únic tractament que se sol fer és cobrir-los fins que la seva radioactivitat sigui propera a la natural. Els possibles tractaments per als que trigarien més d'una trentena d'anys en fer-ho (tot el combustible gastat de les centrals nuclears i per a fins militars, per exemple) encara es troben en fase de teoria, investigació o experimentació.